# Maria Marchesini
Ada Maria Rita Marchesini (Marina di Massa, 1896 – Torino, 30 marzo 1933) è stata una saggista italiana.
Collaboratrice e amica di Piero Gobetti e di Ada Prospero.

## Biografia
Nasce il 12 maggio 1896 a Marina di Massa, dalla livornese Bice Cristiani e da Alessandro Marchesini, insegnante di matematica e fisica alle scuole superiori e inventore di brevetti di vario genere. È la primogenita di cinque figli: la sua nascita sarà seguita da quella di Ada, detta Dadi, di Mario, di Ettore (che sposerà nel 1937 Ada Prospero, vedova di Piero Gobetti) e di Nella, futura pittrice della scuola di Felice Casorati. Per una scelta del padre, seguace delle idee pedagogiche di Rousseau, Maria, al pari dei fratelli, non frequenta alcuna scuola ma cresce in un'atmosfera ricca di stimoli culturali, familiarizzandosi sin dall'infanzia con la Bibbia e con i classici greci, latini e italiani; determinante per la sua formazione è l'influenza del grecista Manara Valgimigli, fraterno amico del padre. Molto viva è nella cerchia famigliare anche l'ammirazione per Carducci, che era stato collega e amico del nonno materno di Maria, Ferdinando Cristiani, presso il liceo di San Miniato al Tedesco. Nel 1911 la famiglia si sposta a Massa, dove risiederà fino al 1916; importanti sono in questi anni per Maria le lezioni private di un amico del padre, il filosofo Balbino Giuliano, che sarà più tardi tra i maestri di Piero Gobetti. Sensibile ai problemi estetici non meno che a quelli politici e religiosi, autore di saggi su Carducci, Pascoli e Wagner, Giuliano contribuisce ad orientare Maria verso studi letterari e artistici da cui però non sarà mai assente la dimensione della riflessione filosofica.
Nel 1916, al seguito del padre, che ha ottenuto la cattedra di matematica e fisica al liceo di Chieri, i Marchesini si trasferiscono a Torino. Maria, Ada e Nella – che Carlo Levi, alludendo alla loro profonda complicità, chiamerà con il nome collettivo Mariadanella – entrano presto a far parte della cerchia di amici che si raccolgono intorno a Piero Gobetti e ad Ada Prospero. Maria e Ada appartengono al gruppo con cui Piero Gobetti, che ha appena finito il liceo, progetta e comincia a redigere, nell'estate del 1918, il quindicinale Energie Nove, con il quale vorrebbe “destare movimento di idee in questa stanca Torino”. Il primo contributo firmato da Maria è il saggio Carducci poeta romantico, sul numero 3 della prima serie (1-15 dicembre 1918). L'autrice si propone di rovesciare il luogo comune che vede nel paganesimo del Carducci e nei suoi riferimenti costanti al mondo antico un esempio di classicismo; al contrario, sostiene, il paganesimo di Carducci, come la sua concezione della Storia, testimoniano una “religione dell'immanenza” che lo apparenta al pensiero idealista e al romanticismo. L'audacia di questa presa di posizione polemica provoca sul nº 5 (1-15 gennaio 1919) una severa risposta di Mario Fubini, che attacca la giovane autrice per aver rivolto la sua attenzione più al pensiero che all'arte di Carducci. Fubini, seguace ortodosso dell'estetica crociana, vede con sospetto quel tentativo di definire la “filosofia” di un poeta, cioè la componente razionale, non meramente intuitiva della sua opera. In effetti Maria, pur segnata profondamente dall'estetica crociana, se ne distacca sin dai suoi primi scritti, orientandosi verso una propria concezione che raggiungerà la sua forma più compiuta nella tesi di laurea, nel 1927. Nel marzo del 1919, quando Gobetti individua i curatori ai quali si propone di affidare le rubriche di letteratura straniera, il nome di Maria è citato a proposito della letteratura francese; ma in realtà le rubriche progettate avranno una realizzazione soltanto sporadica, e nessun intervento su autori francesi porterà la firma di Maria Marchesini. I suoi interventi concerneranno invece la relazione tra scienza e filosofia (n° 6 della prima serie, 15-31 gennaio 1919 ); la concezione letteraria degli scrittori de La Ronda (n° 5 della seconda serie, 5 luglio 1919); un recente volume sulla pedagogia di Ernesto Codignola (n° 9 della seconda serie, 31 ottobre 1919) e un gruppo di opere di critica omerica (n° 10 della seconda serie, 30 novembre 1919). L'articolo su La Ronda, nel quale l'autrice sostiene che i rondisti “col voler troppo padroneggiare le parole, finiscono col limitare il loro pensiero, i loro sentimenti, la loro espressione”, provoca una risposta polemica di Emilio Cecchi; farà il punto sul tema, con lucidità e pacatezza, Augusto Hermet, sul numero 8 della seconda serie della rivista gobettiana (30 settembre 1919). In memoria della stagione di comunanza intellettuale di Energie Nove – che cesserà le pubblicazioni nel 1920 – Piero Gobetti e Ada Prospero appongono una dedica significativa alla loro traduzione di Il Figlio dell'uomo e altre novelle di Leonida Andreieff, che esce da Sonzogno nel 1919: “A Maria, Ada e Nella Marchesini con l'affetto che lega il comune fervore di lavoro”. Mentre Nella, che Gobetti ha presentato a Felice Casorati, comincia la sua carriera di pittrice, Maria si orienta verso due direzioni di ricerca cui si dedicherà alternativamente: lo studio di Omero e della critica omerica e l'approfondimento del pensiero di Machiavelli. È in questo periodo infatti che prende forma il saggio su Machiavelli erede della filosofia rinascimentale dell'immanenza, che verrà pubblicato soltanto postumo e incompiuto. Nell'estate del 1923, per potersi iscrivere all'Università, Maria consegue la licenza liceale presso il liceo Alfieri; è immatricolata al Corso di Filosofia dell'ateneo torinese il 15 ottobre dello stesso anno. Gli anni degli studi universitari – durante i quali si lega d'amicizia con Lalla Romano, che lascerà di lei un affettuoso ritratto nel romanzo autobiografico Una giovinezza inventata – sono anche quelli della tormentata relazione amorosa con Carlo Levi e della genesi dell'Omero, che esce per le edizioni del Baretti nel gennaio del 1926. Volutamente privo di apparati filologici e di riferimenti alla critica, che per altro Maria ben conosceva, l'Omero fa emergere gli elementi di continuità tra il mondo dell'Iliade e quello successivo delle tragedie eschilee, evidenziando la centralità dei temi della fatalità, della colpa, dell'espiazione. Lo stile appassionato, ben poco accademico, e i frequenti accostamenti tra gli eroi omerici e i personaggi della tradizione letteraria successiva, scandalizzano alcuni recensori; favorevole è invece l'autorevole giudizio di Federico Chabod. Con la tesi di laurea, che discute il 15 dicembre del 1927, Maria torna sul terreno della speculazione filosofica: il titolo è “Saggio sopra l'arte come espressione di un contenuto razionale”. Partendo da un'esposizione, e poi da una critica articolata dell'estetica di Benedetto Croce, la sua dissertazione si propone di dimostrare che l'arte non è conoscenza, ma creazione; creazione però intimamente tragica, che reca il segno della divisione dell'uomo “tra il dominio lucido del pensiero e l'oscura potenza dell'essere”. Travagliato “dall'inestinguibile aspirazione a un'unità irraggiungibile”, l'artista quale lo concepisce Maria Marchesini è una figura essenzialmente moderna, benché sia assente dalle pagine dell'autrice ogni riferimento a Freud o alla letteratura contemporanea. Chiuso nel 1928 il profondo e doloroso rapporto d'amore con Carlo Levi, Maria si lega ad un compagno degli studi universitari, Aldo Bertini, che condivide il suo interesse appassionato per la filosofia e per l'arte. Lo sposa il 3 ottobre del 1931; comincia come lui ad insegnare – ha conseguito, tra il '27 e il '30, ben tre abilitazioni – e lavora ad uno studio, che resterà incompiuto e frammentario, sulla pittura senese. È uno studio che reca evidente il segno dell'influenza di Lionello Venturi, in particolare del suo volume sul Gusto dei primitivi del 1926. La frequentazione delle lezioni di Venturi, maestro anche di Aldo Bertini, è certamente tra le esperienze più importanti nella formazione di Maria, che forse, come il marito, si proponeva di conseguire una seconda laurea in Storia dell'Arte. È nella primavera del 1933 che Maria muore di parto, insieme alla sua creatura, una bambina. Suonano profetiche, davanti alla sua scomparsa prematura, alcune frasi della sua tesi su quell'aspirazione alla verità che si rinnova ad ogni generazione:
(Maria Marchesini, Saggio sopra l’arte come espressione di un contenuto razionale, dattiloscritto inedito, p. 87.)

## Opere
- Omero, Torino, Le Edizioni del Baretti, 1926.
- Omero. L'Iliade e l'Odissea. Due saggi critici, Bari, Laterza, 1934, prefazione e cura di Aldo Bertini. (Si tratta di una riedizione del precedente, arricchita di molti materiali inediti).
- Saggio su Machiavelli, prefazione di Natalino Sapegno, Firenze, La Nuova Italia, 1934.
- Omero, con una Postfazione e una Biografia di Tommaso Braccini e una Scheda di Alessia Pedìo, Roma, Edizioni di Storia e Letteratura, 2014. (Ristampa anastatica dell'edizione del 1926, nel quadro della ripubblicazione di tutti i volumi delle edizioni gobettiane).